# Locris lembana
Locris lembana är en insektsart som beskrevs av Victor Lallemand 1949. Locris lembana ingår i släktet Locris och familjen spottstritar. Inga underarter finns listade i Catalogue of Life.